# Phil Davis (lottatore)
Phil Kwabina Davis (Harrisburg, 25 settembre 1984) è un lottatore di arti marziali miste statunitense.
Combatte nella categoria dei pesi mediomassimi per l'organizzazione Bellator MMA.

## Biografia
Davis ebbe una carriera da wrestler collegiale a Penn State, finendo al quinto posto nazionale nella classe di peso delle 197 libbre (89,3 kg) nel 2007 e vincendo nel 2008 il torneo individuale conquistando il titolo NCAA, sempre delle 197 libbre. Finì con un record nel wrestling di 116-17 mentre era a Penn State diventando quattro volte NCAA Division I All-American. Dopo la laurea a Penn State, iniziò immediatamente ad allenarsi con l'appena formato team di MMA LionHeart, allenato da Jeff Rockwell (BJJ), TJ Turner (boxe), Mark "FightShark" Miller, (Kickboxing/MuayThai), Matt Kocher (Wrestling/S&C) e Ryan Gruhn (Muay Thai) nello State College.
I suoi principali compagni di allenamento furono Paul "The Gentleman" Bradley, Lou Armezzani, r Jim "Kid Samurai" Hettes e si allenò anche con molti fighter ospiti come Dave "Pee Wee" Herman, Shannon Slack, Dominick Cruz e Jon "Bones" Jones. Si allenò inoltre con l'ex UFC Heavyweight Champion Cain Velasquez. Quando il team LionHeart fu smantellato nel 2009, Phil si spostò a San Diego, California per continuare il suo allenamento con Alliance MMA. Davis si guadagnò la cintura blu in Brazilian Jiu-Jitsu sotto Lloyd Irvin nel 2009. Nel 2009 vinse il No Gi Grappling World Jiu-Jitsu Championship come cintura blu nelle 221 libbre (103 kg), nella divisione dei super massimi.

## Carriera nelle arti marziali miste
Davis iniziò la sua carriera professionistica nel 2008, mettendo insieme un record di 4-0 in promotion regionali sparse per gli Stati Uniti.

### Ultimate Fighting Championship
Davis firmò con l'Ultimate Fighting Championship nel dicembre del 2009. Davis fece il suo debutto in UFC contro Brian Stann il 6 febbraio 2010 a UFC 109 vincendo per decisione unanime.
Davis affrontò Alexander Gustafsson il 10 aprile 2010 a UFC 112. Davis sconfisse Gustafsson per sottomissione (Anaconda Choke) al minuto 4.55 del round 1. Il 7 agosto 2010 Davis incontrò Rodney Wallace a UFC 117, rimpiazzando l'infortunato Stanislav Nedkov. Phil fu in controllo per tutto il match e vince per decisione unanime (30-26, 30-27, 30-27).
Davis si scontrò con Tim Boetsch il 20 novembre 2010 a UFC 123. Vinse il combattimento per sottomissione tramite una kimura modificata. Fu premiato con 80.000$ per la submission of the night e ricevette anche il premio per la sottomissione dell'anno da MMANews247.com.
Ad UFC 129, Davis avrebbe dovuto affrontare Matt Hamill ma Matt Hamill venne scelto come sostituto di Thiago Silva a UFC 130. A Davis fu comunque offerto di combattere comunque Jason Brilz. Il suo avversario però cambiò di nuovo Davis poiché scelto per sostituire l'infortunato Tito Ortiz contro Antônio Rogério Nogueira a UFC Fight Night 24 il 26 marzo 2011. Davis sconfisse Nogueira, fino a quel momento l'avversario più prestigioso affrontato in carriera, per decisione unanime. Dopo questa vittoria, Davis entrò nelle top ten delle classifiche della sua categoria di peso.
Davis avrebbe dovuto affrontare l'ex UFC Light Heavyweight Champion Rashad Evans il 6 agosto 2011 a UFC 133, rimpiazzando il campione dei pesi massimi leggeri Jon Jones. Il 12 luglio però, anche Davis dovette rinunciare al match con Evans a causa di un infortunio al ginocchio e venendo rimpiazzato da Tito Ortiz.
Davis avrebbe dovuto affrontare Lyoto Machida a UFC 140 ma poco dopo fu annunciato che Davis era ancora alle prese con l'infortunio al ginocchio e che il combattimento non si sarebbe svolto.
L'incontro successivo Davis lo disputò contro con Rashad Evans il 28 gennaio 2012 a UFC on FOX 2. Nel main event della sera, che avrebbe decretato il primo sfidante alla cintura di Jon Jones, Davis subì la prima sconfitta della carriera, non riuscendo mai a mettere in difficoltà l'ex campione dei pesi mediomassimi e perdendo per decisione unanime (tutti i giudici segnarono un punteggio di 50-45 in favore di Evans).
Verso metà anno affrontò l'esordiente Wagner Prado, lottatore che sostituiva l'indisponibile Chad Griggs: l'incontro venne sospeso dopo poco più di un minuto perché Davis colpì accidentalmente il brasiliano in un occhio e successivamente sferrò anche dei colpi all'inguine; la sfida terminò in un "No Contest" e lo stesso anno venne organizzato un rematch.
Il rematch prese vita in Brasile il 13 ottobre 2012: Davis fece valere il miglior wrestling e sottomise l'avversario nel secondo round.
Nel 2013 Davis affrontò il fuoriclasse di jiu jitsu brasiliano Vinny Magalhães imponendosi in un mediocre incontro di kickboxing per decisione unanime.
Lo stesso anno ottenne la più importante vittoria della sua carriera imponendosi ai punti sul contendente numero 1 ed ex campione di categoria Lyoto Machida, anche se molti ritennero che la decisione dei giudici di gara fu fortemente discutibile.
Nell'aprile del 2014 subisce un clamoroso upset perdendo meritatamente ai punti contro Anthony "Rumble" Johnson, atleta già a suo tempo allontanato dall'UFC e messo nuovamente sotto contratto.
Lo stesso anno torna in Brasile dove trova un'importante vittoria sull'ex contendente al titolo Glover Teixeira.
Nel gennaio del 2015 viene sconfitto in un combattuto incontro in Svezia contro l'altro lottatore Ryan Bader.

### Bellator MMA
Il 15 aprile, dopo la sconfitta subita contro Bader, Davis decise di lasciare la UFC per firmare un contratto con la promozione Bellator MMA.
Nel suo debutto nella promozione partecipò al torneo dei pesi mediomassimi Bellator, che si tenne in una sola notte nel mese di settembre. Come primo avversario affrontò e vinse contro Emanuel Newton per sottomissione, applicando una kimura. Nella finale del torneo dovette vedersela con Muhammed Lawal. Tuttavia, Lawal non poté affrontare Davis per via di un infortunio alle costole e quindi venne sostituito da Francis Carmont. Phil vinse il match per KO nel primo round.

## Risultati nelle arti marziali miste
| Risultato  | Record   | Avversario               | Metodo                                 | Evento                              | Data              | Round | Tempo | Luogo                        | Note                                                  |
| ---------- | -------- | ------------------------ | -------------------------------------- | ----------------------------------- | ----------------- | ----- | ----- | ---------------------------- | ----------------------------------------------------- |
| Vittoria   | 24-6     | Julius Anglickals        | Decisione (unanime)                    | Bellator 276                        | 12 marzo 2022     | 3     | 5:00  | St. Louis, Stati Uniti       |                                                       |
| Vittoria   | 23-6 (1) | Yoel Romero              | Decisione (non unanime)                | Bellator 266                        | 18 settembre 2021 | 3     | 5:00  | San Jose, Stati Uniti        |                                                       |
| Sconfitta  | 22-6 (1) | Vadim Nemkov             | Decisione (unanime)                    | Bellator 257                        | 16 aprile 2021    | 5     | 5:00  | Uncasville, Stati Uniti      | Per il titolo pesi mediomassimi Bellator              |
| Vittoria   | 22-5 (1) | Lyoto Machida            | Decisione (non unanime)                | Bellator 245                        | 11 settembre 2020 | 3     | 5:00  | Uncasville, Stati Uniti      |                                                       |
| Vittoria   | 21-5 (1) | Karl Albrektsson         | KO tecnico (pugni)                     | Bellator 231                        | 25 ottobre 2019   | 3     | 3:06  | Uncasville, Stati Uniti      |                                                       |
| Vittoria   | 20-5 (1) | Liam McGeary             | KO tecnico (infortunio alla mandibola) | Bellator 220                        | 27 aprile 2019    | 3     | 4:11  | San Jose, Stati Uniti        |                                                       |
| Sconfitta  | 19-5 (1) | Vadim Nemkov             | Decisione (non unanime)                | Bellator 209                        | 15 novembre 2018  | 3     | 5:00  | Tel Aviv, Israele            |                                                       |
| Vittoria   | 19-4 (1) | Linton Vassell           | KO (calcio alla testa)                 | Bellator 200                        | 25 maggio 2018    | 3     | 1:05  | Londra, Inghilterra          |                                                       |
| Vittoria   | 18-4 (1) | Leonardo Leite           | Decisione (unanime)                    | Bellator 186                        | 3 novembre 2017   | 3     | 5:00  | University Park, Stati Uniti |                                                       |
| Sconfitta  | 17-4 (1) | Ryan Bader               | Decisione (non unanime)                | Bellator 180                        | 24 giugno 2017    | 5     | 5:00  | New York City, Stati Uniti   | Perde il titolo pesi mediomassimi Bellator            |
| Vittoria   | 17-3 (1) | Liam McGeary             | Decisione (unanime)                    | Bellator 163                        | 4 novembre 2016   | 5     | 5:00  | Uncasville, Stati Uniti      | Vince il titolo pesi mediomassimi Bellator            |
| Vittoria   | 16-3 (1) | Muhammed Lawal           | Decisione (unanime)                    | Bellator 154                        | 14 maggio 2016    | 3     | 5:00  | San Jose, Stati Uniti        | Eliminatoria per il titolo pesi mediomassimi Bellator |
| Vittoria   | 15-3 (1) | Francis Carmont          | KO (pugni)                             | Bellator MMA & Glory: Dynamite 1    | 19 settembre 2015 | 1     | 2:15  | San Jose, Stati Uniti        | Torneo dei Pesi Mediomassimi Bellator, Finale         |
| Vittoria   | 14-3 (1) | Emanuel Newton           | Sottomissione (kimura)                 | Bellator MMA & Glory: Dynamite 1    | 19 settembre 2015 | 1     | 4:39  | San Jose, Stati Uniti        | Torneo dei Pesi Mediomassimi Bellator, Semifinale     |
| Sconfitta  | 13-3 (1) | Ryan Bader               | Decisione (non unanime)                | UFC on Fox: Gustafsson vs. Johnson  | 24 gennaio 2015   | 3     | 5:00  | Stoccolma, Svezia            |                                                       |
| Vittoria   | 13-2 (1) | Glover Teixeira          | Decisione (unanime)                    | UFC 179: Aldo vs. Mendes II         | 25 ottobre 2014   | 3     | 5:00  | Rio de Janeiro, Brasile      |                                                       |
| Sconfitta  | 12-2 (1) | Anthony Johnson          | Decisione (unanime)                    | UFC 172: Jones vs. Teixeira         | 26 aprile 2014    | 3     | 5:00  | Baltimora, Stati Uniti       |                                                       |
| Vittoria   | 12-1 (1) | Lyoto Machida            | Decisione (unanime)                    | UFC 163: Aldo vs. Korean Zombie     | 3 agosto 2013     | 3     | 5:00  | Rio de Janeiro, Brasile      |                                                       |
| Vittoria   | 11-1 (1) | Vinny Magalhães          | Decisione (unanime)                    | UFC 159: Jones vs. Sonnen           | 27 aprile 2013    | 3     | 5:00  | Newark, Stati Uniti          |                                                       |
| Vittoria   | 10-1 (1) | Wagner Prado             | Sottomissione (anaconda)               | UFC 153: Silva vs. Bonnar           | 13 ottobre 2012   | 2     | 4:29  | Rio de Janeiro, Brasile      |                                                       |
| No Contest | 9-1 (1)  | Wagner Prado             | No Contest (dita negli occhi)          | UFC on Fox: Shogun vs. Vera         | 4 agosto 2012     | 1     | 1:28  | Los Angeles, Stati Uniti     |                                                       |
| Sconfitta  | 9-1      | Rashad Evans             | Decisione (unanime)                    | UFC on Fox: Evans vs. Davis         | 28 gennaio 2012   | 5     | 5:00  | Chicago, Stati Uniti         | Eliminatoria per il titolo dei Pesi Mediomassimi UFC  |
| Vittoria   | 9-0      | Antônio Rogério Nogueira | Decisione (unanime)                    | UFC Fight Night: Nogueira vs. Davis | 26 marzo 2011     | 3     | 5:00  | Seattle, Stati Uniti         |                                                       |
| Vittoria   | 8-0      | Tim Boetsch              | Sottomissione (mr. wonderful)          | UFC 123: Rampage vs. Machida        | 20 novembre 2010  | 2     | 2:55  | Auburn Hills, Stati Uniti    |                                                       |
| Vittoria   | 7-0      | Rodney Wallace           | Decisione (unanime)                    | UFC 117: Silva vs. Sonnen           | 7 agosto 2010     | 3     | 5:00  | Oakland, Stati Uniti         |                                                       |
| Vittoria   | 6-0      | Alexander Gustafsson     | Sottomissione (anaconda)               | UFC 112: Invincible                 | 10 aprile 2010    | 1     | 4:55  | Abu Dhabi, EAU               |                                                       |
| Vittoria   | 5-0      | Brian Stann              | Decisione (unanime)                    | UFC 109: Relentless                 | 6 febbraio 2010   | 3     | 5:00  | Las Vegas, Stati Uniti       | Debutto in UFC                                        |
| Vittoria   | 4-0      | David Baggett            | Sottomissione (rear naked choke)       | UCFC: Rumble on the Rivers          | 27 giugno 2009    | 1     | 3:37  | Pittsburgh, Stati Uniti      |                                                       |
| Vittoria   | 3-0      | Terry Cohens             | KO Tecnico (pugni)                     | UWC 6: Capital Punishment           | 25 aprile 2009    | 1     | 4:29  | Fairfax, Stati Uniti         |                                                       |
| Vittoria   | 2-0      | Josh Green               | KO Tecnico (pugni)                     | PFC 12: High Stakes                 | 22 gennaio 2009   | 1     | 1:49  | Lemoore, Stati Uniti         |                                                       |
| Vittoria   | 1-0      | Brett Chism              | Decisione (unanime)                    | No Boundary: The Awakening          | 11 ottobre 2008   | 2     | 5:00  | Plymouth, Stati Uniti        |                                                       |